# Acutaleyrodes palmae
Acutaleyrodes palmae es un insecto hemiptero de la familia Aleyrodidae, subfamilia Aleyrodinae.
Acutaleyrodes palmae fue descrita científicamente por primera vez por Takahashi en 1960.